# Ampithoe hinatore
Ampithoe hinatore är en kräftdjursart. Ampithoe hinatore ingår i släktet Ampithoe och familjen Ampithoidae. Inga underarter finns listade i Catalogue of Life.